# Expeditie naar Korintji
De expeditie naar Korintji was een strafexpeditie van het Koninklijk Nederlands-Indisch leger naar de regio Kerinci (toen Korintji), aan de westkust van Sumatra, van 12 mei tot 4 september 1903. Voor deze expeditie was Korintji een onbekend gebied voor het KNIL met bijna geen Nederlands gezag, en waren er nog bijna geen Europeanen geweest. De expeditie gaf het KNIL volledige controle over de regio Korintji, wat een belangrijke stap was in de kolonisatie van het eiland Sumatra.

## Aanleiding
De aanleiding van de expeditie was dat in 1902, bij een expeditie van het KNIL in de bovenlanden van Djambi, aan het licht was gekomen dat de leiders van de bevolking van Korintji een veilige schuilplaats boden aan de Djambische opstandelingen, en ook op andere wijze het verzet in Djambi steunden. Om dit tegen te gaan werd in mei 1902 besloten de Korintjische hoofden te berichten dat van hen volkomen neutraliteit werd verlangd en dat, ter verzekering hiervan, een controleur naar hun gebied zou worden gezonden, die niet zou komen om te besturen maar om te controleren dat de Korintjiërs de Djambische opstandelingen niet zouden steunen.

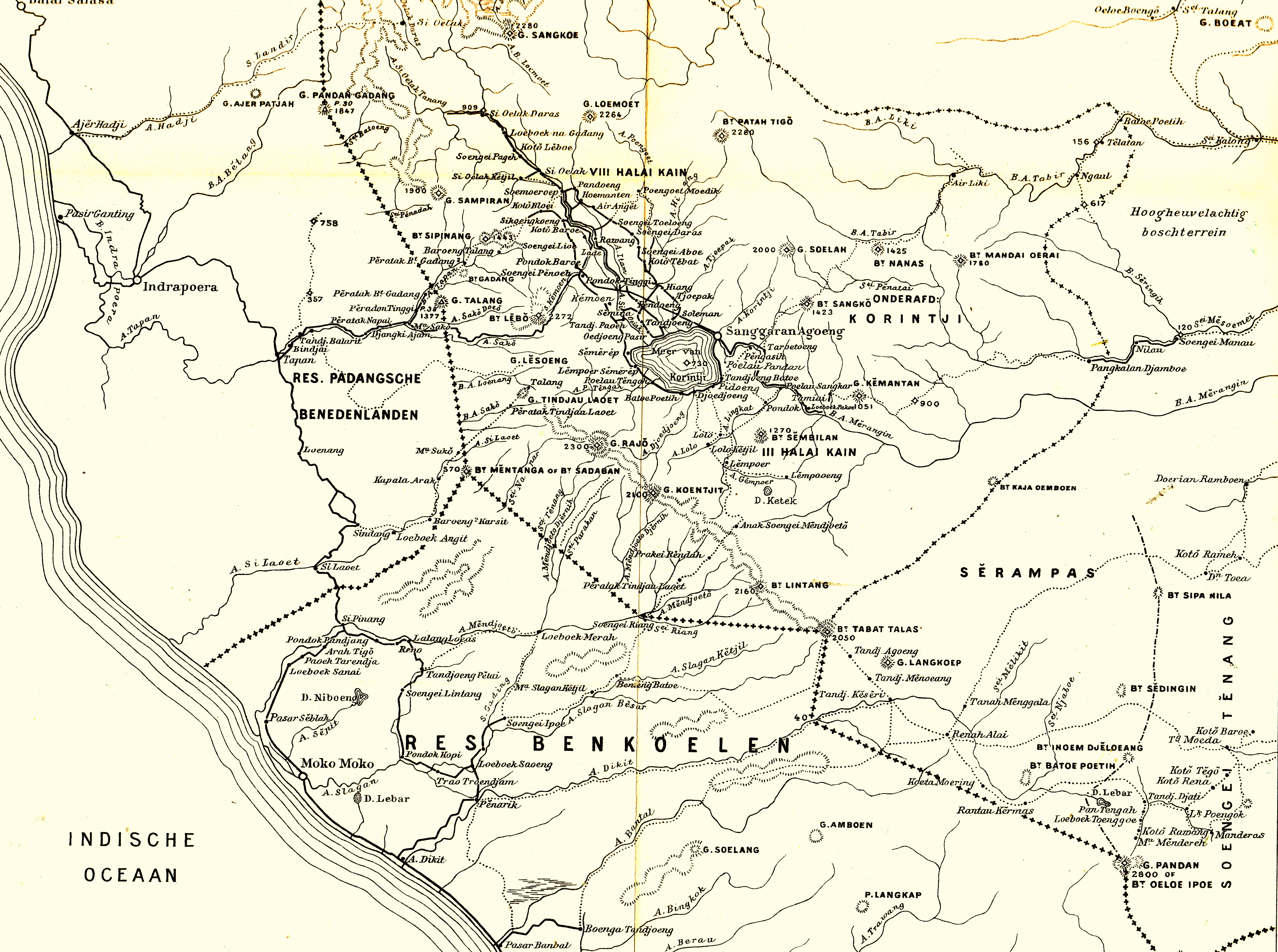
Het landschap van Korintji, het gebied waar de expeditie plaatsvond

Deze controleur zou de Korintjische leiders ook bijstaan met "raad en daad" om de druk van de Djambische opstandelingen te weerstaan, zodat zij zich niet gedwongen zouden voelen om Djambi te steunen. Dit moest dus gebericht worden aan de hoofden van Korintji, met de bedreiging dat als zij niet aan deze voorwaarden zouden voldoen, alle import naar Korintji onmiddellijk zou worden stopgezet en de Korintjiërs het gebied niet zouden mogen verlaten. Toen dit bericht eenmaal de Korintjische hoofden bereikte, antwoordden zij dat zij geen Nederlandse ambtenaren of soldaten in hun land zouden toelaten. Dit bericht bereikte het KNIL echter niet, omdat de bodes in augustus te Lempoer werden vermoord en hun brieven geroofd.
Naar aanleiding van die moord werd in oktober 1902 besloten dat, zodra de omstandigheden het zouden toelaten, een militaire macht naar Korintji zou worden gezonden. Het doel van deze macht zou zijn de schuldigen te arresteren of onschadelijk te maken, en een betaling te eisen van een boete bij de bevolking van Lempoer. De wegen naar Korintji werden in november 1902 verkend en afgesloten, zolang niet aan de Nederlandse eisen werd voldaan. Uiteindelijk ging het sturen van de militaire macht vooral om het elimineren van vijanden van het Nederlands gezag, zodat het KNIL zijn gezag over Sumatra kon versterken. Het was immers aangetoond dat de Korintjische leiders hulp hadden geboden aan Djambische opstandelingen. Na enkele maanden van diplomatieke onderhandelingen werd in april 1903 besloten om de militaire macht daadwerkelijk te sturen, omdat enkele Korintjische leiders nog niet aan de Nederlandse eisen hadden voldaan.

## Verloop
De expeditie werd moeilijk gemaakt voor het KNIL door het onverwachte verzet van de Korintjiërs, wat het KNIL veel geld en levens kostte. De kampongs waren vaak versterkt, waardoor het lastig was voor de Nederlandse troepen om deze te veroveren. Het KNIL had niet verwacht dat de Korintjiërs veel verzet zouden bieden. De expeditie ging gepaard met vele wreedheden door de Nederlanders, al dan niet altijd met opzet, zoals het beschieten van vrouwen en kinderen die deelnamen aan de strijd, of het in brand zetten van kampongs.

## Resultaat
Op 9 augustus 1903 werd Poelau Tengah veroverd, een versterkte kampong aan het meer van Korintji, wat werd gezien als het brandpunt van het verzet in het gebied. Er vielen aan Korintjische zijde ruim 300 doden, en er stierven slechts enkele Nederlandse soldaten. Het verzet van de Korintjiërs was hier hardnekkig, en ook vrouwen en kinderen vochten mee tegen het KNIL. Met de verovering van Poelau Tengah kwam Korintji vrijwel geheel onder Nederlands gezag. De expeditie werd op 4 september 1903 ontbonden, nadat al het verzet was neergeslagen, waarna het gebied onder civiel gezag kwam.

## Kritiek
Er was ook kritiek op het handelen van het KNIL bij de expeditie naar Korintji. In de zitting van maandag 23 november in de Tweede Kamer betoogde Tweede Kamerlid Frederik Willem Nicolaas Hugenholtz dat het optreden in Korintji ontactvol, ongemotiveerd en bijzonder wreed was. Volgens hem was de band tussen Djambi en Korintji niet zo groot dat er militaire ingrijpen nodig was. Daarnaast wees hij op het feit dat het niet bewezen was dat de moord te Lempoer een politiek motief had. Uit het koloniaal verslag werd volgens Hugenholtz nog de vredelievende gezindheid van de bevolking geconstateerd. Hugenholtz was van mening dat het KNIL andere ongenoemde motieven had om Korintji te veroveren, zoals grondstoffen. De Minister van Koloniën deed af met zijn kritiek, bewerende dat Hugenholtz naast de feiten zat met zijn beschuldigingen.
Invasie van Java · Expedities naar Saparoea · Eerste expeditie naar Palembang · Tweede expeditie naar Palembang · Padri-oorlogen · Eerste Boni-expeditie · Tweede Boni-expeditie · Expeditie naar de westkust van Borneo · Java-oorlog · Expeditie naar de westkust van Sumatra · Opstand aan de westkust van Sumatra (1841) · Eerste expeditie naar Bali · Tweede expeditie naar Bali · Derde expeditie naar Bali · Expeditie naar de westerafdeling van Borneo · Eerste expeditie naar Palembang · Tweede expeditie naar Palembang · Expeditie tegen de Chinezen te Montrado · Expeditie naar Nias · Derde Boni-expeditie · Vierde Boni-expeditie · Expeditie naar de Zuider- en Oosterafdeling van Borneo · Bombardement van Shimonoseki · Expeditie naar de Pasoemah-landen · Vierde en vijfde expeditie naar Bali · Expeditie naar de westkust van Guinea · Atjehoorlog · Opstand der Chinezen in Mandor · Opstand te Djambi · Lombok-expeditie · Militaire excursie naar Midden-Lombok · Expeditie naar Korintji ·  Expeditie naar Bali (1906-1908) ·  Strijd om Tarakan · Guerrillaoorlog van het Indische leger op Celebes · Verovering van Atjeh door Japan · Guerrillaoorlog van het Indische leger op Nieuw-Guinea · Slag bij Manado · Slag om Ambon · Slag om Timor · Politionele acties · APRA-staatsgreep van kapitein Westerling